# 毛细钟花
毛细钟花（学名：Leptocodon hirsutus）是桔梗科细钟花属的植物，是中国的特有植物。分布于中国大陆的西藏、云南等地，生长于海拔2,000米至2,700米的地区，多生于山坡混交林下、灌丛、草地、沙滩湿地中以及路边，目前尚未由人工引种栽培。